# Pericyma infligens
Pericyma infligens är en fjärilsart som beskrevs av Walker 1857. Pericyma infligens ingår i släktet Pericyma och familjen nattflyn. Inga underarter finns listade i Catalogue of Life.